# Taylor Shiffrin
Taylor Shiffrin (1992) è un ex sciatore alpino statunitense.
È fratello di Mikaela, a sua volta sciatrice alpina di alto livello.

## Biografia
Attivo in gare FIS dal dicembre del 2007, in Nor-Am Cup Shiffrin ha esordito il 4 gennaio 2010 a Sunday River in slalom speciale (44º), ha conquistato il suo unico podio il 16 dicembre 2015 a Panorama nella medesima specialità (3º) e ha disputato l'ultima gara il 20 marzo 2016, lo slalom speciale di Vail (20º); si è ritirato al termine della stagione 2015-2016 e la sua ultima gara in carriera è stata lo slalom gigante di Campionati statunitensi 2016, disputato a Sun Valley il 26 marzo e chiuso da Shiffrin al 19º posto. Non ha debuttato in Coppa del Mondo né preso parte a rassegne olimpiche o iridate.

## Palmarès

### Nor-Am Cup
- Miglior piazzamento in classifica generale: 36º nel 2016
- 1 podio:
  - 1 terzo posto